# وب ویجت
وب ویجت (به انگلیسی: Web widget) یک وبگاه یا برنامه کاربردی تحت وب است که به عنوان بخشی از وبگاه درونسازی شده‌است اما از میزبانی آن صفحه استفاده نمی‌کند و با میزبان آن صفحه هیچ ارتباطی ندارد یا ارتباط اندکی دارد. یک وب ویجت برای کاربران یک وبگاه دسترسی به محتوای دیگر وبگاه‌ها را فراهم می‌آورد. معمولاً این محتواها را نمی‌توان مستیم کپی کرد بلکه باید با رعایت یک سازوکار مبتنی بر سیاست اشتراک محتوای میان منبعی به آن دست پیدا کرد. نمونه وییجت‌های وبی شامل آکوویدر برای اطلاعات هواشناسی، و گوگل ادسنس برای تبلیغات می‌شود.

## ویجت
کدهای تعبیه شده از زمان شروع وب گسترده جهانی وجود داشته‌اند. توسعه دهندگان وب از کدهای
دسته سوم در صفحات خود استفاده می‌کردند. می‌توان گفت که اصل ویجتهای وب، شمارنده‌های لینکها و بنرهای تبلیغاتی بودند که در کنار وب رشد کردند. بعدها، تبلیغات و شبکه‌های وابسته، از ویجت‌ها
برای مقاصد توسعه خود استفاده کردند.
یک ویجت می‌تواند هر چیز تعبیه شده در داخل یک صفحه اچ تی ام‌ال مانند صفحه وب باشد و محتویاتی را به صفحه اضافه می‌کند که استاتیک نیست. به‌طور کلی ویجت‌ها از گرایشهای دسته سوم هستند و به مانند ماژولها و پلاگینها شناخته می‌شوند.
ویجتها می‌توانند به اچ تی م ال، جاوا اسکریپت، فلش و دیگر زبانهای اسکریپتی نوشته شوند تا بتوانند زمانیکه صفحه اجرا می‌شود، فراخوانی شوند.
ویجتها معمولی هستند و توسط بلاگرها، کاربران شبکه‌های اجتماعی، سایتهای حراجی و مالکان وبگاه‌های شخصی مورد استفاده قرار می‌گیرند. آنها در صفحه اول سایتهایی مانند iGoogle, Netvibes, Pagefakse, springWidget, yourminis، استفاده شده‌اند. ویجتها امنند روش توسعه دهنده‌ای برای شبکه‌های تبلیغاتی مانند Google’s AdSense، توسط سایتهای مدیا مانند Flicker،
توسط سایتهای ویدئو مانند یوتیوب و صدها تشکیلات دیگر استفاده شده‌اند.
برنامه‌های کاربردی می‌توانند با یک وبگاه دسته سوم، توسط جابجایی قطعهٔ کوچکی از کد، مختلط
بشوند. این در حال تبدیل به کانال توسعه یا بازاریابی برای بسیاری از کمپانیها است. کد محتوایات زنده‌ای مانند تبلیغات، لینکها، تصاویر- از سایتهای دسته سوم بدست آورد، بدون آنکه مالک وبگاه نیاز به آپ دیت کردن داشته باشد.

## مقاصد ویجت
کاربران می‌توانند از ویجت وب برای بالا بردن میزبانان مبتنی بر وب یا drop target استفاده کنند.Drop Targetها شامل شبکه‌های اجتماعی، بلاگها، ویکیها یا صفحات شخصی باشند. به علاوه کاربران می‌توانند تجربیات صفحات شخصی شان یا تجربیات وب بازدید کنندگان را افزایش دهند. شرکت‌ها می‌توانند از ویجتهای وب برای بهتر کردن سایتهایشان با استفاده از محتویات صنفی و کاربردی از فراهم آورندگان دسته سوم استفاده کنند.

## سیستم‌های مدیریت ویجت
سیستم مدیریت ویجت، روشی را ارائه می‌کند که بر روی هر صفحه‌ای مانند بلاگ و شبکه‌های اجتماعی
کار کند.